# Ghetto de Reghin
Le ghetto de Reghin fait partie des ghettos imposés par les nazis aux Juifs d'Europe occupée pendant la Seconde Guerre mondiale. Il se trouvait dans la ville de Reghin (hongrois : Szászrégen), du județ de Mureș en Transylvanie ; ce territoire, aujourd'hui roumain, appartenait à l'époque au Royaume de Hongrie à l'issue du second arbitrage de Vienne, depuis 1940 jusqu'en 1944. Le ghetto était actif au printemps 1944, après l'opération Margarethe.

## Histoire
Le ghetto était implanté sur une usine de briques, impropre à l'habitation, désignée par le maire Imre Schmidt et János Dudás, chef de la police. Ils se concertent avec László Endre, assistant d'Adolf Eichmann, lors d'une conférence tenue le 28 avril à Târgu Mureș pour préparer la rafle et le confinement des Juifs. Ils sont secondés par plusieurs personnalités influentes à l'échelle régionale : László Komáromi, G. Szentpály Kálmán, Jenő Csordácsics.
La plupart des Juifs sont logés dans des bâtiments sans murs qui étaient auparavant utilisés pour sécher les briques. Certains d'entre eux vivent à ciel ouvert, quelques-uns sont autorisés à vivre dans des maisons à proximité du ghetto et en banlieue de la ville. Le ghetto a compté jusqu'à 4 000 prisonniers, dont 1 400 venus de la ville ; les autres sont issus de certains secteurs du comitat de Maros-Torda et de celui  de Csík. Les détenus du ghetto de Sfântu Gheorghe y sont eux aussi envoyés. Les Juifs de Gheorgheni y sont emmenés sous la surveillance du maire Mátyás Tóth et de Géza Polánkai, chef de la police locale. Cette rafle frappe les Juifs qui bénéficiaient d'une exemption. La communauté entière est d'abord placée dans le bâtiment d'une école primaire, où les rations alimentaires sont très faibles, avant d'être emmenée au ghetto de Reghin.
Les conditions de vie dans le ghetto sont similaires à celles d'autres ghettos dans la même région. Le ghetto est sous la garde de la police locale et d'une unité spéciale de quarante gendarmes dépêchée depuis Szeged. Les gardiens fouillent les Juifs pour soustraire leurs objets de valeur, avec des fouilles corporelles et des interrogatoires. Le 4 juin, 3 149 victimes du ghetto sont convoyées par train jusqu'à Auschwitz.